# Vysílač Praha – Líbeznice
Vysílač Líbeznice (Bořanovice) je středovlnný vysílač sloužící k rozhlasovému vysílání, sestávající z jednoho stožáru umístěného v blízkosti obce Bořanovice, u silnice I/9 vedoucí z Prahy do Mělníka.
Stavba vysílače byla zahájena v roce 2012. 
a dokončena o rok později.
Od 10. května 2013 zde začalo ve zkušebním provozu vysílat Radio Dechovka. Na kmitočtu 1233 kHz se nejprve vysílalo velmi nízkým výkonem, postupně byl výkon navyšován na definitivních 10 kW a plynule se tak přešlo do ostrého provozu. Radio Dechovka na kmitočtu 1233 kHz vysílalo až do 2. ledna 2017, kdy byl přesunut jeho vysílač z Bořanovic, nacházejících se severně od hlavního města, do Zbraslavi, kde stanice vysílala až do 28. února 2021, kdy bylo rozhodnuto o vypnutí všech středovlnných vysílačů na kmitočtu 1233 kHz.
Od roku 2014 odtud vysílá také Český Impuls. Na vysílacích frekvencích byly nejprve slyšet promosmyčky. Moderované vysílání, které rozhlasová společnost považovala za zkušební, bylo spuštěno během středy 10. září. Vysílá se na kmitočtu 981 kHz s výkonem 10 kW.
8. prosince 2020 vyhlásila Rada pro rozhlasové a televizní vysílání na podnět Radia Dechovka licenční řízení k provozování středovlnného rozhlasového vysílání prostřednictvím vysílače Líbeznice na kmitočtu 1260 kHz s výkonem 10 kW. Vysílání bylo spuštěno 13. října 2022.

## Vysílané stanice

### Vysílaná rozhlasová stanice
|         | Stanice        | Kmitočet | Výkon (ERP) |
| ------- | -------------- | -------- | ----------- |
| AM (SV) | Český Impuls   | 981 kHz  | 10 kW       |
| AM (SV) | Radio Dechovka | 1260 kHz | 10 kW       |

### Dříve vysílaná rozhlasová stanice
|         | Stanice        | Kmitočet | Výkon (ERP) |
| ------- | -------------- | -------- | ----------- |
| AM (SV) | Radio Dechovka | 1233 kHz | 10 kW       |